# Nanophyllium pygmaeum
Nanophyllium pygmaeum é uma espécie de inseto descrita por Ludwig Redtenbacher em 1906. O Inseto-Folha Pigmeu faz parte do género Nanophyllium e da família Phylliidae. Nenhuma subespécie está listada no Catalogue of Life.